# Jaka Avšič
Jaka Avšič (nom de guerre Branko Hrast), slovenski prvoborec, partizan, general, vojaški ataše, veleposlanik, politik, * 24. april 1896, Ljubljana, † 2. januar 1978, Ljubljana. 
Rezervni generalpolkovnik JLA Avšič je bil eden najpomembnejših slovenskih partizanskih generalov (s činom generallajtnant).

## Življenjepis
Kot član Preporoda je bil izključen iz gimnazije.
Leta 1915 je bil mobiliziran v Avstro-ogrsko vojsko, nakar je leta 1916 na vzhodni fronti prebegnil k Rusom; kot prostovoljec je odšel na solunsko fronto. 
Po prvi svetovni vojni je ostal v Jugoslovanski vojski; leta 1928 je končal vojaško akademijo v Beogradu in postal aktivni častnik.
Po aprilski vojni leta 1941 se je pridružil Jugoslovanski vojski v domovini. Dragoljub Mihajlović ga je pooblastil za svojega prestavnika in poveljnika JVvD v Sloveniji. Ko je prispel v Slovenijo, je prestopil k Narodnoosvobodilnem gibanju. Sprva je bil član Glavnega štaba Narodnoosvobodilne vojske in partizanskih odredov Slovenije, nato pa je 1. oktobra 1942 postal namestnik komandanta. Maja 1943 je bil imenovan za generallajtnanta (od 1948 preimenovan v generalpodpolkovnika) in je vodil pohod partizanskih brigad v Beneško Slovenijo. 30. novembra 1944 je bil odstavljen s položaja namestnika komandanta.
Leta 1943 je bil izvoljen v Slovenski narodnoosvobodilni svet in AVNOJ. Kot odposlanec se je udeležil Zbora odposlancev slovenskega naroda v Kočevju. V letih 1945–1947 je bil vojaški ataše v Nemčiji.
Bil je republiški poslanec (do leta 1953); od začetka 1947 tudi član Prezidija Ljudske skupščine LRS, od decembra 1947−1948 veleposlanik FLRJ na Dunaju. Leta 1951 je postal minister za gozdarstvo in 1952 predsednik Mestnega ljudskega odbora oz. župan Ljubljane. Funkcijo je opravljal do upokojitve leta 1953. Ob upokojitvi je dobil čin rezervnega generalpolkovnika (prim. EJ, 1.zv., 1955). Leta 1953 je postal zvezni poslanec (do leta 1958), kasneje član Sveta republike. 
Poročen je bil z biokemičarko Tatjano Sernec Avšič.

## Odlikovanja in priznanja
- Partizanska spomenica 1941
- Red ljudske osvoboditve
- Red partizanske zvezde